# Robert Rodriguez
Robert Rodriguez, född 20 juni 1968 i San Antonio, Texas, är en amerikansk filmregissör, manusförfattare, filmproducent, filmfotograf, filmredigerare och musiker. Han utbildade sig vid University of Texas. Rodriguez är av mexikanskt ursprung.
Han äger ett eget filmbolag som heter Troublemaker Studios. Han har regisserat bland annat Spy Kids-filmerna och västern-trilogin om El Mariachi. Han är god vän med regissören Quentin Tarantino.

## Filmer i regi
- 1991 – Bedhead (kortfilm)
- 1992 – El Mariachi
- 1994 – Roadracers
- 1995 – Desperado
- 1995 – Four Rooms ("Rum 309")
- 1996 – From Dusk Till Dawn
- 1998 – The Faculty
- 2001 – Spy Kids
- 2002 – Spy Kids 2 - De förlorade drömmarnas ö
- 2003 – Spy Kids 3-D: Game Over
- 2003 – Once Upon a Time in Mexico
- 2005 – På äventyr med Sharkboy och Lavagirl
- 2005 – Sin City
- 2007 – Planet Terror
- 2009 – Shorts
- 2010 – Machete
- 2011 – Spy Kids 4D
- 2013 – Machete Kills
- 2014 – Sin City: A Dame to Kill For
- 2019 – Alita: Battle Angel
- 2019 – Red 11
- 2020 – We Can Be Heroes
- 2021 – Happier than ever
- 2023 – Hypnotic
- 2023 – Spy Kids: Armageddon

## Övriga filmer
- 1999 – From Dusk Till Dawn 2 (exekutiv producent)
- 2000 – From Dusk Till Dawn 3 (exekutiv producent)
- 2004 – Kill Bill: Volume 2 (musik)
- 2005 – Curandero (exekutiv producent)
- 2007 – Death Proof (producent)
- 2010 – Predators (producent)